# 시시감비스

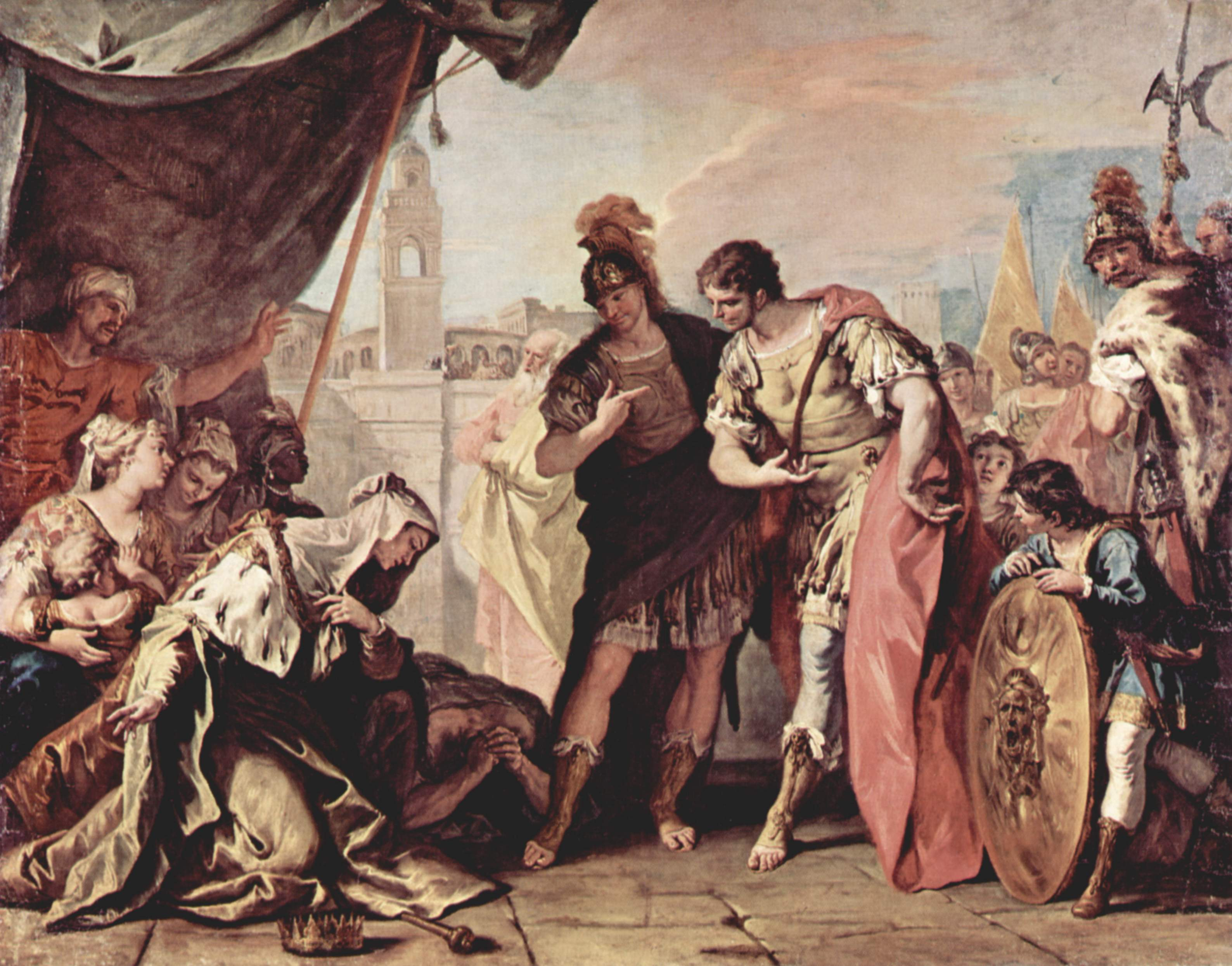
다리우스 가족의 천막에서 선 알렉산더, 세바스티아노 리치

시시감비스(Sisygambis)는 페르시아 제국의 아케메네스 왕조의 마지막 왕 다리우스 3세의 어머니이다. 이수스 전투에서 자신의 아들 다리우스가 어머니인 자신과 처자식을 버리고 도망치고, 자신과 다리우스의 처자식들이 알렉산더 대왕에게 포로가 되었을 때 알렉산더가 자신과 다리우스의 아내와 딸들을 극진히 대접하자 알렉산더를 아들처럼 사랑하고 다리우스를 미워했다고 한다. 알렉산더는 그녀를 ‘어머니’로 칭했다.

## 생애
그녀는 아르타크세르크세스 2세 멤논 또는 그의 형제 오스타네스의 딸로 추정된다. 후자라면 그녀는 (고대 아케메네스 왕조의 전통에 따라) 오빠 아르사메스와 결혼을 했다. 그녀는 다리우스와, 옥시아트레스, 그리고 스타테이라 1세를 낳았다.

## 알렉산더의 침공

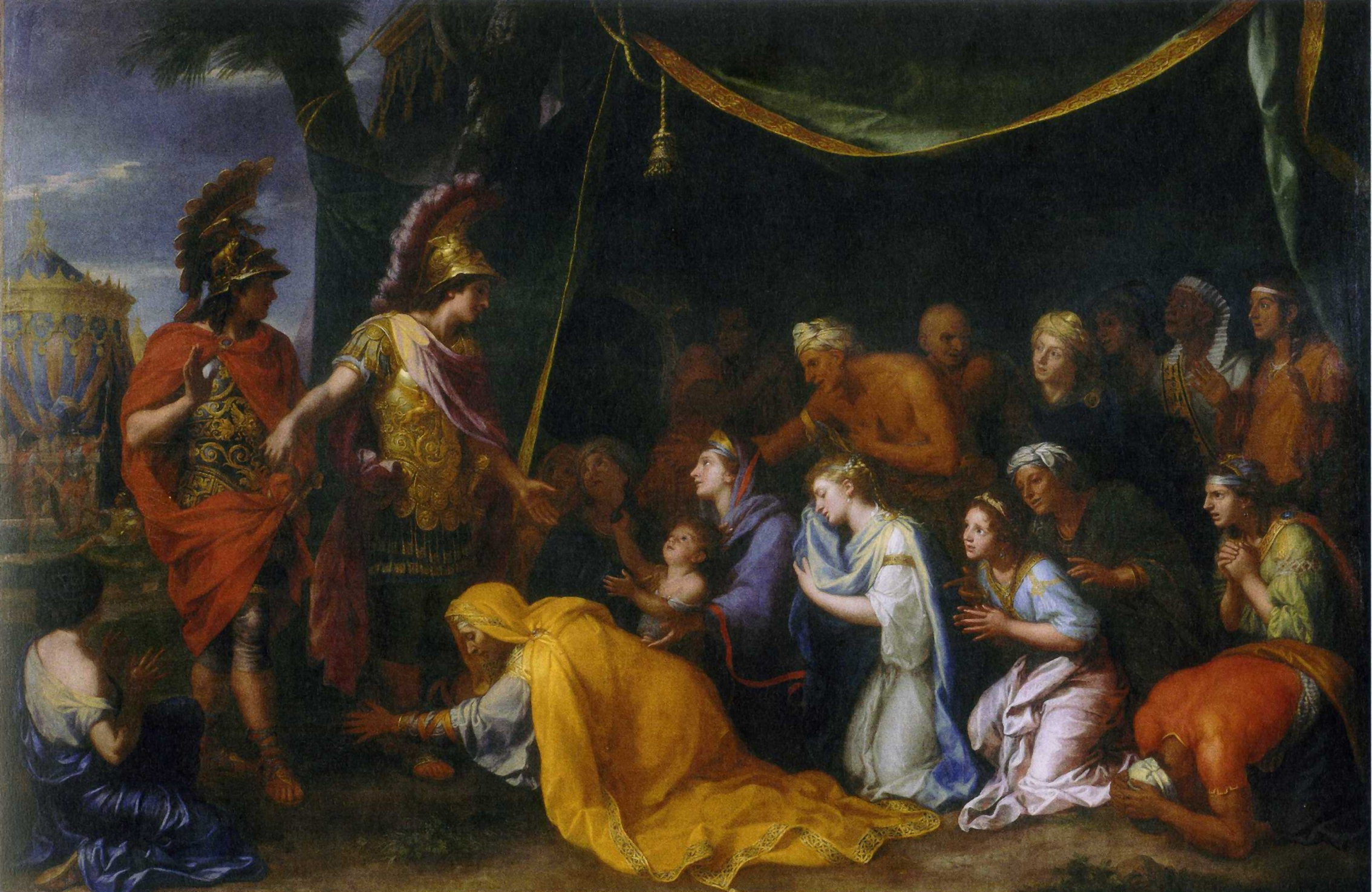
알렉산더 대왕 앞에선 다리우스 가족, by 샤를 르 브룅

기원전 333년 이소스 전투에서, 다리우스의 군대는 공략을 당했고, 페르시아의 왕은 그의 가족들(아내, 모친, 딸)을 내버려두고 야전에서 도망을 쳤다. 남겨진 가족들은 알렉산더의 자비를 구해야 할 처지에 빠졌다. 알렉산더는 그들을 포로로 잡았지만, 극진히 대우했다. 알렉산더가 친한 친구였던 헤파이스티온과 함께 그들이 포로로 사로잡힌 천막으로 갔다. 시시감비스는 헤파이스티온이 더 풍채가 좋고, 비슷한 옷을 입었기 때문에 헤파이스티온을 알렉산더로 오인하고 무릎을 꿇고 그에게 자비를 구했다. 그녀가 실수를 깨닫게 되었을 때 적잖게 당황했지만, 알렉산더는 그녀에게 다음과 같은 말로 위로했다.
| “ | 어머니, 당신은 실수한 것 없소! 이 사람도 알렉산더니까.. | ” |

가우가멜라 전투에서, 시시감비스와 가족들은 알렉산더 부대의 보급대에 있었다. 다리우스의 스키타이 기병대가 제일 먼저 마케도니아군의 진영을 뚫고 들어와 구출하려했으나 페르시아로 돌아가길 거절하였다고 전해진다. 나중에 다리우스가 죽었다는 소식에도 전혀 동요하지 않고 “나의 아들은 단 한명, 알렉산드로스, 페르시아의 왕이다.”라고 말했으며 후에 알렉산드로스가 죽자 그 자신도 방에 들어가 곡기를 끊고 울다가 죽었다고 한다.